# Klapa Intrade
Klapa Intrade jedna je od najpopularnijih klapskih skupina u Hrvatskoj. Osnovana je 1985. godine u Zadru. 

## O klapi
Od osnutka 1985. klapa se mnogobrojnim nastupima potvrdila kao jedan od najpopularnijih vokalnih sastava u Hrvatskoj. Tradiciju dalmatinskoga klapskoga pjevanja njezini su članovi s  pronosili i izvan granica Hrvatske gostujući u mnogim europskim zemljama, primjerice Italiji, Austriji, Njemačkoj, Belgiji, Švicarskoj, Češkoj, Slovačkoj, Ukrajini, Mađarskoj i Sloveniji, te Kanadi i SAD-u. Prvoj se postavi 1986. pridružio Tomislav Bralić, koji je svojim baritonskim zvukom dao klapi i danas svojstvenu i prepoznatljivu notu. Članovi klape su u početku svojega glazbenog djelovanja redovito nastupali na Festivalu dalmatinskih klapa u Omiši, na kokemu su osvojili i nekoliko nagrada. Osim narodnih i klapskih pjesama koje izvode a cappella, okušali su se i u izvedbama djela starih majstora polifonije. Pjevaju i dalmatinske šansone, a u novije vrijeme često nastupaju i uz pratnju glazbenih sastava, osobito na festivalima zabavne glazbe.
Na početku karijere bili su prepoznatljivi po komornom tonu.[nedostaje izvor]
Posljednjih godina nastupaju na festivalima zabavne glazbe na kojima su dobili nekoliko priznanja i nagrada. 
Umjetnički voditelj Davor Petrović, glazbeni pedagog, vodi klapu Intrade od 1988.
Već u prvim godinama svojega rada, Tomislav Bralić i klapa Intrade izvode djela zadarskoga autohtona višeglasna poja. Brojni nastupi na domaćim i inozemnim festivalima i godine rada, urodile su brojnim i značajnim nagradama. Gostovali su u američkim i australskim gradovima.
Najvažniji nastupi u Zagrebu su u Areni Zagreb 2011. god na rasprodanom koncertu , objavljenu na CD-u/DVD-u  „Arena Zagreb“ koji je prodan u zlatnoj nakladi, u Domu sportova, u KD „D.Petrović“ i KD „Lisinski“ snimljeni su i prikazivani na nacionalnoj televiziji.
Na Poljudu su 2006. nastupili s koncertom „Ne damo te pismo naša“.

## Diskografija (izbor)
- Klapa Intrade & Oliver – Scardona, 2004.
- 20 godina klape Intrade – Scardona, 2006.
- Intrade u Božiću – Scardona, 2006.
- Croatio, iz duše te ljubim – Scardona, CD i DVD, 2007.
- Kameni grad – Scardona, 2008.
- Zora bila – Scardona,  2010.
- Arena Zagreb! – Scardona, CD i DVD, 2012.
- Sritan čovik – Scardona, 2012.
- Cviće – Scardona, 2014.
- Bilo je i vrime – Scardona, 2019.

## Nagrade i priznanja
- 1993. – Zadarfest, 1. nagrada žirija – Ritam Zadra[3]
- 1994. – Melodije hrvatskog Jadrana, nagrada za najboljeg debitanta
- 1997. – Jaska ’97, 2. nagrada publike
- 2001. – Zadarfest, 2. nagrada publike
- 2002. – Zadarfest, 1. nagrada publike "Ispod tvoje boloture"
- 2005. – Večeri dalmatinske šansone u Šibeniku, 3. nagrada publike
- 2007. – diskografska nagrada Porin u kategoriji za najbolju klapsku izvedbu folklorne glazbe (za izvedbu pjesme Moja jube s albuma 20 godina klape Intrade[5])
- 2007. – Nagrada Zadarske županije
- 2008. – Grb Grada Knina za promoviranje Knina kroz pjesmu „Stina pradidova” i mnogobrojne uspješne nastupe u Hrvatskoj i svijetu[6]
- 2009. – Splitski festival, 2. nagrada žirija "Neka ti bude posteja meka"[3]
- 2010. – Nagrada Grada Zadra za zapažene rezultate i zasluge na području glazbene kulture[7]
- 2010. - Nominacija za nagradu Porin za hit godine s pjesmom "Ne damo te pismo naša"
- 2011. – Nagrada za najizvođeniju pjesmu na 14. Večerima dalmatinske šansone u Šibeniku (za pjesmu Zora bila s festivala 2010.)[8]
- 2011. - Nagrada Grada Zadra
- 2012. - Grand Prix Split 2012. za pjesmu "Zašto vik pivan"
- 2012. - Zlatnik hit godine radio Dalmacije za pjesmu "Zašto uvik pivan"
- 2012. Zlatni CD - za zlatnu prodaju albuma "Arena Zagreb"
- 2014. - Druga nagrada stručnog žirija na Splitskom festivalu za pjesmu "Cviće"
- 2015. - Druga nagrada stručnog žirija na Splitskom festivalu za pjesmu "Sve dok bura dere"

## Vanjske poveznice
- Scardona: Klapa Intrade (povijest i diskografija)  Arhivirana inačica izvorne stranice od 24. rujna 2015. (Wayback Machine)
- Discogs.com: Klapa Intrade (diskografija)